# Sivatagi sármány

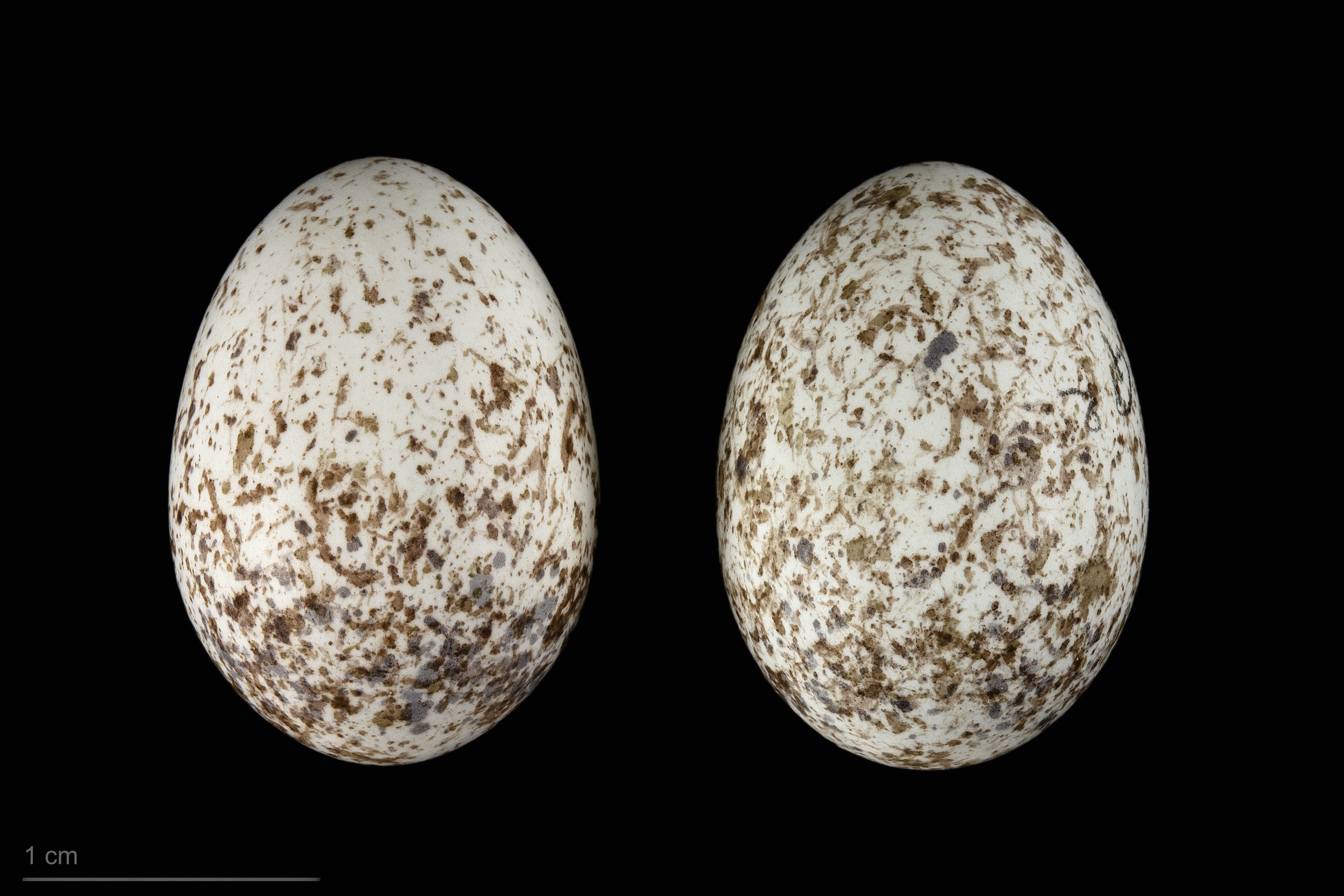
Emberiza striolata

A sivatagi sármány (Emberiza striolata) a madarak osztályának verébalakúak (Passeriformes) rendjébe és a sármányfélék (Emberizidae) családjába tartozó faj.

## Rendszerezése
A fajt Martin Hinrich Carl Lichtenstein német orvos, felfedező, botanikus és zoológus írta le 1823-ben, a Fringilla nembe Fringilla striolata néven. Egyes szervezet a Fringillaria nembe sorolják Fringillaria striolata néven.

## Alfajai
- Emberiza striolata jebelmarrae (Lynes, 1920)
- Emberiza striolata saturatior (Sharpe, 1901)
- Emberiza striolata striolata (M. H. K. Lichtenstein, 1823)[1]

## Előfordulása
Afganisztán, Algéria, Csád, Dzsibuti, Egyiptom, Eritrea, Etiópia, India, Irán,  Jordánia, Kenya, Líbia, Mali, Mauritánia, Marokkó, Niger, Omán, Pakisztán, Palesztina, Szaúd-Arábia, Szomália, Szudán, Tunézia, az Egyesült Arab Emírségek és Jemen területén honos.
Természetes élőhelyei a szubtrópusi vagy trópusi gyepek és forró sivatagok, valamint városi régiók.

## Megjelenése
Testhossza 14 centiméter, szárnyfesztávolság 22-26 centiméter, testtömege 12-16 gramm.

## Természetvédelmi helyzete
Az elterjedési területe rendkívül nagy, egyedszáma pedig növekszik. A Természetvédelmi Világszövetség Vörös listáján nem fenyegetett fajként szerepel.